# Harold Darke
Harold Edwin Darke (29 de octubre de 1888 - 28 de noviembre de 1976) fue un organista y compositor inglés.

## Biografía
Darke nació en Highbury, Londres. Era el hijo más joven de Samuel Darke y Arundel Bourne y asistió a la escuela Dame Alice Owen. Mientras estaba en la Royal Air Force se casó con una violinista, Dora Garland, (la primera mujer en dirigir la orquesta Queen's Hall) en la iglesia de San Miguel de Cornhill el 25 de julio de 1918.
Su primer trabajo de organista fue en la Iglesia Emmanuel, en Hampstead, área del noroeste de Londres, de 1906 a 1911. Llegó a ser organista en la iglesia San Miguel de Cornhill en 1916, y se quedó allí hasta 1966, abandonándolo solo brevemente en 1941 para sustituir al titular Boris Ord como Director de Música en el King's College de Cambridge durante la Segunda Guerra Mundial. 
Trabajó en el Royal College of Music donde la compositora Elisabeth Lutyens fue su alumna. 
Está ampliamente aceptado que la serie de recitales de órgano de Cornhill a la hora de la comida, iniciadas por Darke en 1916 es la serie de conciertos de órgano de más antigüedad en el mundo; las series se han fortalecido bajo sus sucesores Richard Popplewell 1966-1979 y el actual organista, Jonathan Rennert, de 1979 hasta ahora. Darke murió en Cambridge, a la edad de 88 años.

## Obras
Su famosa versión para órgano del poema de Christina Rossetti,  In the Bleak Midwinter se canta a menudo en el oficio de Nueve Lecciones y Villancicos del King's College de Cambridge, y en servicios similares alrededor del mundo. In the Bleak Midwinter fue votado como el villancico más grande de todos los tiempos en una encuesta de expertos corales y maestros de coro que fue publicada el 7 de diciembre de 2008.
La mayoría de sus composiciones que todavía se interpretan son versiones de la de la liturgia anglicana, especialmente sus tres Servicios de Comunión en Mi menor, Fa, y La menor; y su Magnificat y Nunc dimittis en Fa.
El trabajo de Darke como director de los cantores de San Miguel fue coronado en 1956 con la ocasión del 40.º Aniversario del Coro con el estreno de un número de obras compuestas especialmente para la ocasión como:
- El motete para coro y órgano A Vision of Aeroplanes, de Ralph Vaughan Williams.
- An English Mass, Una misa inglesa de Herbert Howells.
- Jerusalén de George Dyson.
- A song of David, una canción de David del propio Darke.